# Campeonato Nacional de Clubes de Sóftbol Argentino
El Campeonato Nacional de Clubes de Sóftbol Argentino es el campeonato nacional de clubes de sóftbol en Argentina, y reúne a los mejores equipos del país.
Los principales equipos son mayoritariamente de Paraná y Bahía Blanca, pero también participan equipos de Buenos Aires, La Plata, Tucumán, Santiago del Estero, Santa Fe, Córdoba, Mendoza y demás provincias de la Argentina.
Se dividen en 4 zonas:
- Zona Campeonato
- Zona Ascenso
- Zona Promoción
- Zona Estímulo